# Мидзобэ, Франциск Ксаверий Осаму
Франциск Ксаверий Осаму Мидзобэ (яп. フランシスコ・ザビエル溝部脩 фурансисуко дзэбиэру мидзобэ осаму) (5 марта 1935 года, Япония — 29 февраля 2016 года) — японский католический прелат, епископ Сендая с 10 мая 2000 года по 14 мая 2004 год, епископ Такамацу с 14 мая 2004 года по 25 марта 2011 год, член монашеской конгрегации салезианцев.

## Биография
9 февраля 1964 года Франциск Ксаверий Осаму Мидзобэ был рукоположен в священника в монашеской конгрегации салезианцев.
10 мая 2000 года Римский папа Иоанн Павел II назначил Франциска Ксаверия Осаму Мидзобэ епископом Сендая. 9 июля 2000 года состоялось рукоположение Франциска Ксаверия Осаму Мидзобэ в епископа, которое совершил архиепископ Токио Пётр Такэо Окада в сослужении с епископом Ниигаты Франциском Кэйити Сато и епископом Саппоро Петром Тосио Дзинуси.
14 мая 2004 года Франциск Ксаверий Осаму Мидзобэ был назначен епископом Такамацу.
25 марта 2011 года вышел в отставку.